# Bistum Sokoto
Das Bistum Sokoto (lateinisch Dioecesis Sokotoensis, englisch Diocese of Sokoto) ist eine in Nigeria gelegene römisch-katholische Diözese mit Sitz in Sokoto. Ihr Gebiet erstreckt sich auf die vier muslimisch geprägten Bundesstaaten Sokoto, Zamfara, Kebbi und Katsina im Nordwesten Nigerias.

## Geschichte
Das Bistum Sokoto wurde am 29. Juni 1953 durch Papst Pius XII. mit der Apostolischen Konstitution Ex iis praecipue aus Gebietsabtretungen der Apostolischen Präfektur Kaduna als Apostolische Präfektur Sokoto errichtet.
Am 16. Juni 1964 wurde die Apostolische Präfektur Sokoto durch Papst Paul VI. mit der Apostolischen Konstitution Summa clavium zum Bistum erhoben und dem Erzbistum Kaduna als Suffraganbistum unterstellt. Das Bistum Sokoto gab am 15. Dezember 1995 Teile seines Territoriums zur Gründung der Apostolischen Präfektur Kontagora ab und am 16. Oktober 2023 zur Gründung des Bistums Katsina.

## Ordinarien

### Apostolische Präfekten von Sokoto
- Edward Thaddeus Lawton OP, 1954–1964

### Bischöfe von Sokoto
- Edward Thaddeus Lawton OP, 1964–1966
- Michael James Dempsey OP, 1967–1984
- Kevin Aje, 1984–2011
- Matthew Hassan Kukah, seit 2011